# مجتبی حسینی
مجتبی حسینی (زاده ۱ آذر ۱۳۵۲) بازیکن سابق و مربی فوتبال اهل ایران است. او هم‌اکنون هدایت تیم فوتبال آلومینیوم اراک را بر عهده دارد.

## دوران بازیکنی
وی سابقه پوشیدن پیراهن تیم‌های بانک ملی تهران، ذوب آهن اصفهان و صبا باتری تهران را دارد.

## دوران سر مربی گری
وی در قامت سرمربی در تیم‌های ذوب آهن اصفهان (۱۳۹۵)، گل ریحان البرز (۱۳۹۶)، مس کرمان (۱۳۹۷–۱۳۹۸)، نفت مسجد سلیمان (۱۳۹۹)، ذوب آهن اصفهان (نیم فصل دوم ۱۳۹۹) و پیکان (۱۴۰۰) را دارد.